# Coupe des Pays-Bas de football 1905-1906
Navigation
Coupe des Pays-Bas 1904-1905 Coupe des Pays-Bas 1906-1907
La Coupe des Pays-Bas de football 1905-1906, nommée la KNVB Beker, est la 8e édition de la Coupe des Pays-Bas.

## Déroulement de la compétition
Tous les tours se jouent en élimination directe. À chaque tour, un tirage au sort est effectué pour déterminer les adversaires.

## Finale
La finale se joue le 6 mai 1906 à La Haye, le Concordia Delft bat le Volharding Amsterdam 3 à 2 et remporte son premier titre.